# Google Notícias
Google Notícias é um agregador de notícias e aplicativo desenvolvido pela Google. Ele apresenta um fluxo contínuo e personalizável de artigos organizados a partir de milhares de editores e revistas. O Google Notícias está disponível no Android, no iOS e na Web.
O grande diferencial do Google Notícias é que as notícias apresentadas em sua página através de algoritmos técnicos e editores humanos (produção jornalística). As notícias são atualizadas periodicamente.
Utilizando técnicas de inteligência artificial que analisam em tempo real o fluxo de notícias publicadas online, o Google Notícias entende quais pessoas, coisas e lugares estão envolvidos nas reportagens, e organiza as publicações em linhas narrativas. Assim, o leitor pode acompanhar o desenvolvimento das histórias de seu interesse, além de compreender o que está acontecendo e quais são as repercussões dos eventos.
A primeira versão do Google Notícias foi em inglês, voltada primariamente para o público dos Estados Unidos, entretanto, já existem versões do Google Notícias para mais de 127 países.
Em novembro de 2005 foram lançadas as versões em português tanto para o Brasil como para Portugal. No entanto, outros países onde o português também é falado, como o Timor-Leste, ainda não têm este serviço.

## Recursos e funcionalidades
Apos anos sem receber atualizações, a Google anunciou na sua conferência anual Google I/O de 2018 que o Google Notícias receberia uma repaginação, e Material Design, a plataforma que reúne notícias de principais sites pelo mundo. Com uso de inteligência artificial e aprendizado de máquina aliado à inteligência humana para garantir a veracidade das informações. A meta da empresa é ajudar usuários a encontrarem notícias relevantes e de seus interesses, entendendo diferentes pontos de vista, ao mesmo tempo em que busca entregar novos assinantes e formas de remuneração para as empresas jornalísticas.
Ainda no dia da conferência, a nova versão da plataforma já estava disponível no site news.google.com.br e para Android. Agora, enfim, o app chega ao iPhone. Ele substitui tanto o app do Google Play Banca quanto o Google Notícias e Tempo, que não existem mais.
Como toda ferramenta de machine learning, o Google Notícias melhora esta função conforme o usuário continua usando o app. A seleção inclui não somente sites, como também imagens e até vídeos do YouTube relacionados ao tema.
Google Notícias também tem uma aba que mostra empresas de notícias consideradas confiáveis pela Google. Ao todo, são mais de mil revistas já otimizadas para o formato mobile.
O principal destaque do aplicativo é uma seção "Para Você", que mostra cinco notícias principais, escolhidas pelo algoritmo da empresa, para o usuário – é uma mistura de reportagens globais, notícias locais e novidades de temas que a pessoa já está acompanhando.
Em outra seção, Manchetes, será possível ver notícias que outros usuários estão lendo; seções adicionais mostrarão matérias de tópicos de interesse do usuário, como seu time de futebol, música ou tecnologia.
Outra novidade, no campo visual, é chamada pela empresa de Newscast: com ajuda de processamento de linguagem natural, o Google Notícias pretende oferecer ao usuário, em um único bloco, uma coleção de artigos, vídeos e frases importantes (vindas de notícias ou do Twitter) sobre um assunto. "Queremos que o usuário fique bem informado com acesos a diferentes pontos de vista", disse Trystan Upstill, engenheiro do Google, durante a palestra de abertura do Google I/O.
Para quem quiser se aprofundar, há ainda uma terceira função, chamada Cobertura Completa, que é a mesma para todos, mostra uma lista de notícias e outras funções, como perguntas frequentes sobre o assunto e checagem de fatos por agências independentes – uma menção rápida e sutil ao assunto das notícias falsas (fake news).
Contudo, a aba "Banca" inclue as revistas, fontes, veículos de imprensa, caso plataforma exija assinatura ou não, caso a revista não seja gratuita, já é possível realizar os pagamentos pela conta Google usando o Google Pay, nada de formulários ou inserção de dados sensíveis.